# Ni bogu, ni čërtu
Ni bogu, ni čërtu (in russo Ни богу, ни чёрту?, lett. Né a dio, né al diavolo) è un film d'animazione sovietico del 1965, realizzato con la tecnica del passo uno presso lo studio Sojuzmul'tfil'm.

## Trama
Il carpentiere russo Kuz'ma muore e finisce prima in paradiso e poi all'inferno, ma si trova male in entrambi i luoghi.